# Gebirgskanone Ord 1864

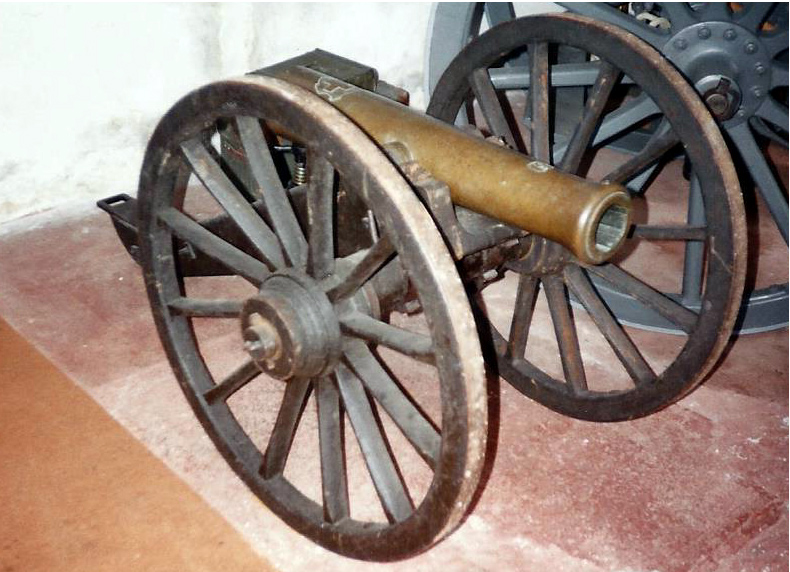
Gebirgskanone (GebK) Ord 1864, Züge im Rohr

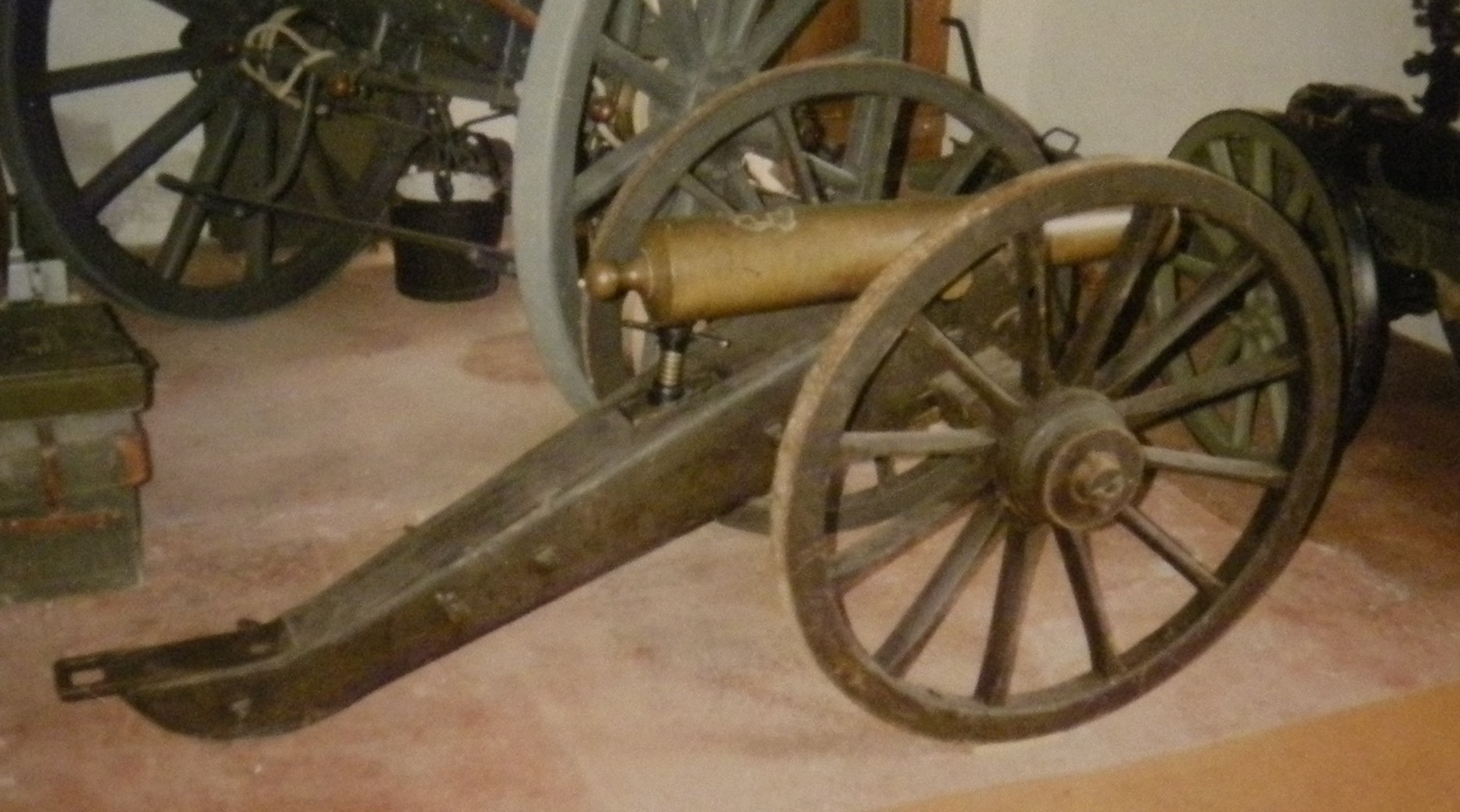
GebK Ord 1864

Die Gebirgskanone Ord 1864 (auch 4-Pfünder-Gebirgskanone Ord 1864 genannt) löste die nach 1840 eingeführte Gebirgshaubitze Modell 1841 ab, im Gegensatz zu dieser ist ihr Rohr mit Zügen versehen. Sie war der letzte in der Schweizer Armee eingesetzte Vorderlader. Die Waffe wurde nach 1870 durch die 7,5-cm-Gebirgskanone Ord 1877, einen Hinterlader, abgelöst.

## Das Geschütz
Das Rohr der Gebirgskanone Ord 1864 war auf die Lafette ihres Vorgängers, der Gebirgshaubitze Modell 1841, aufgesetzt. Die in der Giesserei Rüetschi (Aarau) gegossenen 4-Pfünder Bronzeläufe, (Bronze, Zusammensetzung 90,5 % Kupfer, 9,5 % Zinn), Gesamtrohrlänge 900 mm, Kaliber 84,4 mm, waren gezogen (6 Züge). Die maximale Schussweite war 1600 m, die Einsatzschussweite 1200 m.
Der Einsatz der Waffe erfolgte auf ihrer hölzernen Radlafette; diese erlaubte keine Korrektur der Seitenrichtung, da das Rohr mit Schildzapfen direkt auf die Lafette aufgesetzt war. Gerichtet wurde durch seitliche Verschiebung des Lafettenschwanzes. Zur Verstellung der Elevation war eine Schraube auf der Lafette angebracht, die das hintere Rohrende abstützte. Der Elevationsbereich betrug −10 bis +25 Winkelgrad. Zur Verminderung des Rücklaufes des Geschützes konnten die Räder mit Hemmseilen blockiert werden.
Der Transport des Geschützes, gezogen auf seiner Radlafette, erfolgte durch ein Maultier, zu  diesem Zweck konnte eine Gabeldeichsel am Lafettenende angebracht werden. In schwierigem Gelände konnte das Geschütz zerlegt und gebastet von drei Tragtieren transportiert werden. Die von jedem Tier getragenen Einzellasten lagen etwas über 100 kg.

## Verwendete Munition
Die Gebirgskanone Ord 1864 verschoss Granaten mit Nocken, die das Geschoss durch die im Rohr liegenden Züge zur Rotation brachten. Für die Nahabwehr konnten Kartätschen verschossen werden.
- Treibladung Ord 1864, 300 g Geschützpulver Nr. 5, separat eingesetzt in einem Pulversack.
- Sprenggranate Ord 1864, Gewicht 3,92 kg, mit Zeitzünder, Sprengladung 220 g Schwarzpulver.
- Sprenggranate Ord 1866, Gewicht 3,92 kg, mit Aufschlagzünder, Sprengladung 220 g Schwarzpulver.
- Büchsenkartätsche Ord 1864, 3,82 kg, gefüllt mit 41 Zinnkugeln à 64 g, in Sägemehl gelagert.